# Lymantria lapidicola kruegeri
Lymantria lapidicola kruegeri is een vlinderondersoort uit de familie van de spinneruilen (Erebidae), onderfamilie donsvlinders (Lymantriinae). Het is ondersoort van Lymantria lapidicola. De wetenschappelijke naam van de ondersoort is voor het eerst geldig gepubliceerd in 1912 door Turati. 
Deze nachtvlinder komt voor in Europa.